# Anna Synowiec
Anna Synowiec z domu Sahajdak (ur. 24 maja 1981 w Miastku) – polska polityczka i prawniczka, adwokat, od 2024 przewodnicząca Sejmiku Województwa Lubuskiego.

## Życiorys
Jest córką leśnika oraz nauczycielki i działaczki samorządowej z gminy Kępice. W 2006 ukończyła prawo na Wydziale Prawa i Administracji Uniwersytetu Szczecińskiego. W 2008 rozpoczęła aplikację adwokacką w Izbie Adwokackiej w Szczecinie, a od 2009 była zarejestrowana w Izbie Adwokackiej w Zielonej Górze. W 2011 rozpoczęła prowadzenie własnej kancelarii w Gorzowie Wielkopolskim. Zasiadała w radzie nadzorczej Zakładu Energetyki Cieplnej w Międzyrzeczu.
Dołączyła do Platformy Obywatelskiej. W wyborach samorządowych w 2014 została wybrana radną Sejmiku Województwa Lubuskiego, otrzymując 2124 głosy. Objęła funkcję przewodniczącej Komisji ds. Młodzieży i Spraw Obywatelskich. W 2015 zrezygnowała z członkostwa w PO. W wyborach w 2018 z powodzeniem ubiegała się o reelekcję z listy Koalicji Obywatelskiej (z wynikiem 7719 głosów). W 2019 bezskutecznie startowała do Senatu z własnego komitetu. Później ponownie związała się z PO.
W wyborach samorządowych w 2024 po raz trzeci z rzędu uzyskała mandat radnej województwa (otrzymała wówczas 15 212 głosów). 6 maja tego samego roku powołano ją na funkcję przewodniczącej sejmiku VII kadencji. W czerwcu tego samego roku została członkinią zarządu Związku Województw Rzeczypospolitej Polskiej.

## Życie prywatne
W 2012 zawarła związek małżeński z Jerzym Synowcem, prawnikiem i działaczem samorządowym.